# 법률자문실
법률자문실(法律諮問室, Office of Legal Counsel)은 미국 법무부의 차관급 부서이다. 미국 대통령과 행정각부에 유권해석 법률자문 보고서를 작성해 준다. 법률자문국이라고도 부른다.

## 역사
법률자문실은 미국 의회가 제정한 법률에 의하여 1934년 설립되었다. 초대 법률고문(Legal Counsel)은 법무차관보(assistant solicitor general)였다. 1951년, 트루먼 행정부의 하워드 맥그래드 법무장관은 법률고문을 법무차관(assistant attorney)으로 승격했다. 대통령의 로펌이라고 불린다.
미국 대통령의 행정명령은 법무부와 법률자문실(Office of Legal Counsel)의 승인을 받아야 공식화 된다.
2015년 1월 31일, 2008년 의문의 차량폭발로 사망한 헤즈볼라 사령관 이마드 무그니예가 미국 CIA와 이스라엘 모사드의 합동 작전으로 암살된 사실이 확인되었다. CIA가 미국에서 제조, 시험한 폭탄을 모사드가 이스라엘 텔아비브에서 원격조종으로 터뜨려 살해했다. 무그니예 암살 권한은 조지 W.부시 대통령의 행정명령이 필요한 사안이며 법무장관, 국가정보국(DNI) 국장, 법무부 법률자문실(OLC)에서도 모두 승인했다.
2001년 4월 9일, UC 버클리 법학대학원의 존 유(33.한국명:유춘) 법대교수가 미국 법무부 법률자문실 부차관보(Deputy Assistant)에 내정됐다. 유 교수는 고흥주(47) 국무부 인권담당 차관보와 노동부 여성국장(차관보급)에 임명된 전신애(58.여)씨에 이어 세번째로 미국 행정부 차관보급(한국의 1급 공무원)에 임명되었다. 31세인 1999년부터 UC 버클리에서 헌법과 국제법을 가르치고 있다.

## 대한민국
한국 법무부 법무실이 미국 법무부 법률자문실의 기능을 한다. 법무실장(1급)과 그 아래에 법무심의관(2급)이 있다. 미국의 유권해석은 법무부 법률자문실이 하지만, 한국은 주로 법제처에서 유권해석을 한다. 따라서 미국처럼 위상이 높지 않다.

## 같이 보기
- 백악관 법률고문